# NT5C
NT5C (англ. 5', 3'-nucleotidase, cytosolic) – білок, який кодується однойменним геном, розташованим у людей на короткому плечі 17-ї хромосоми. Довжина поліпептидного ланцюга білка становить 201 амінокислот, а молекулярна маса — 23 383.
| 10         |  | 20         |  | 30         |  | 40         |  | 50         |
| ---------- |  | ---------- |  | ---------- |  | ---------- |  | ---------- |
| MARSVRVLVD |  | MDGVLADFEA |  | GLLRGFRRRF |  | PEEPHVPLEQ |  | RRGFLAREQY |
| RALRPDLADK |  | VASVYEAPGF |  | FLDLEPIPGA |  | LDAVREMNDL |  | PDTQVFICTS |
| PLLKYHHCVG |  | EKYRWVEQHL |  | GPQFVERIIL |  | TRDKTVVLGD |  | LLIDDKDTVR |
| GQEETPSWEH |  | ILFTCCHNRH |  | LVLPPTRRRL |  | LSWSDNWREI |  | LDSKRGAAQR |
| E          |  |            |  |            |  |            |  |            |

A: Аланін

C: Цистеїн

D: Аспарагінова кислота

E: Глутамінова кислота

F: Фенілаланін

G: Гліцин

H: Гістидин

I: Ізолейцин

K: Лізин

L: Лейцин

M: Метіонін

N: Аспарагін

P: Пролін

Q: Глутамін

R: Аргінін

S: Серин

T: Треонін

V: Валін

W: Триптофан

Кодований геном білок за функціями належить до гідролаз, фосфопротеїнів. 
Задіяний у таких біологічних процесах, як метаболізм нуклеотидів, альтернативний сплайсинг. 
Білок має сайт для зв'язування з нуклеотидами, іонами металів, іоном магнію. 
Локалізований у цитоплазмі.